# Joseph François Dupleix

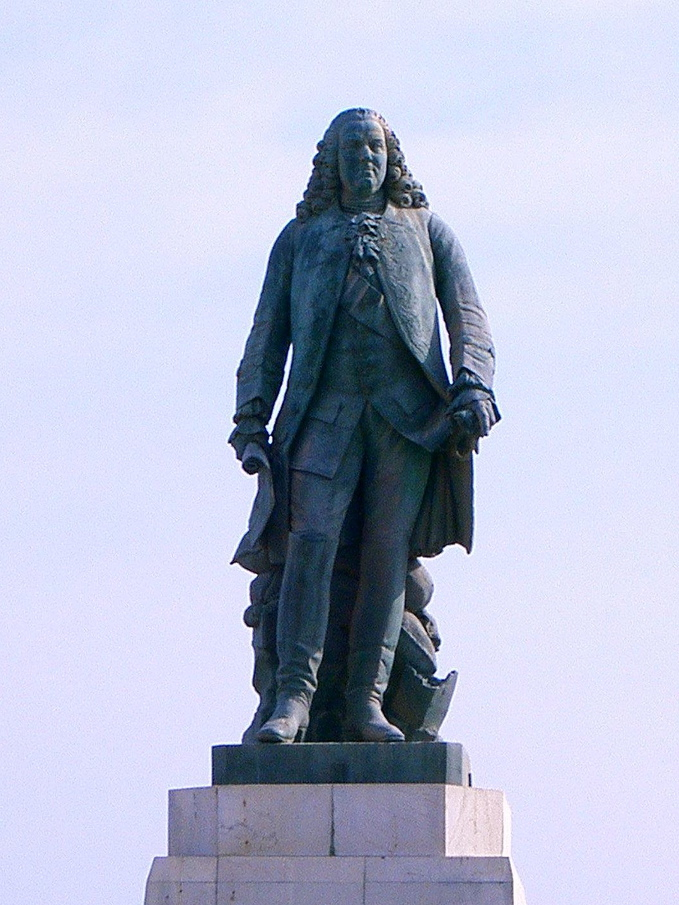
Joseph François Dupleix, Denkmal in Pondicherry

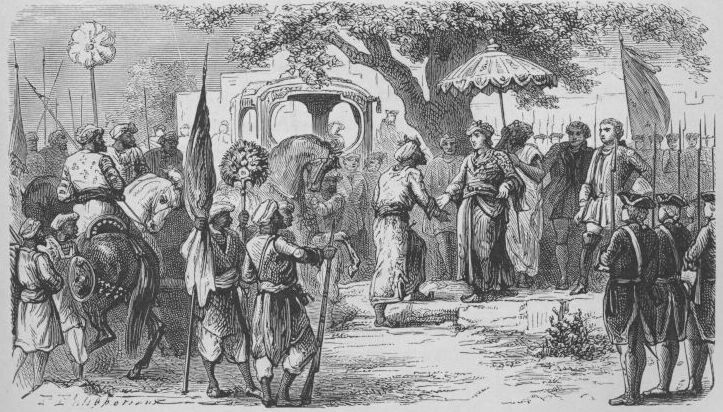
Treffen zwischen Dupleix und Muzaffar Jang, dem Gouverneur (subahdar) des Dekkan

Joseph François Dupleix (* 1. Januar 1697 in Landrecies; † 10. November 1763) war Generalgouverneur der französischen Niederlassung in Indien und der große Rivale von Robert Clive, 1. Baron Clive.

## Biografie
Dupleix wurde in Landrecies (Nordfrankreich) geboren. Sein Vater, François Dupleix, war ein wohlhabender Bauer, der ihn zum Kaufmann erziehen wollte. Um ihn von seiner Vorliebe für die Wissenschaft abzubringen, sandte er ihn 1715 auf eine Reise nach Indien, an Bord eines der Schiffe der Französischen Ostindien-Kompanie. Dupleix unternahm in der Folge auch einige Reisen auf die amerikanischen Kontinente und weitere nach Indien. Im Jahr 1720 wurde er zum Mitglied des obersten Rates von Pondicherry gemacht. Er zeigte große Geschäftstüchtigkeit, und neben seinen offiziellen Verpflichtungen tätigte er auch privat Geschäfte, was ihm zeitweilig ein größeres Vermögen einbrachte. 1730 wurde er Superintendent (Geschäftsführer) der französischen Interessen in Chandernagore. Die Stadt florierte unter seiner dynamischen Verwaltung und gewann große Bedeutung.
1741 heiratete er Jeanne Albert, die Witwe eines der Räte der Kompanie. Sie war eine Frau mit starkem Charakter und scharfem Verstand, die von den Indern Joanna Begum genannt wurde. Ihrem Mann war sie bei den Verhandlungen mit den einheimischen Herrschern von großem Nutzen. Sie starb 1756. Zwei Jahre später heiratete er erneut.
Seine Reputation sicherte ihm 1742 die Ernennung zum Generalgouverneur aller französischen Niederlassungen in Indien. Sein Ehrgeiz war es nun, für Frankreich große Gebiete in Indien zu gewinnen. Zu diesem Zweck knüpfte er Beziehungen zu einheimischen Fürsten und übernahm auch einen prächtigen orientalischen Stil in Kleidung und Ausstattung. Die Briten zeigten sich besorgt. Doch die Gefahr für ihre Siedlungen und ihren Einfluss wurde zum Teil durch die bittere Eifersüchtelei abgewendet, die sich zwischen den Franzosen Dupleix und La Bourdonnais entwickelte, dem Gouverneur der ‚Île Bourbon‘ (heute La Réunion).
Ab 1744 kam es im Zuge des Österreichischen Erbfolgekriegs zum Ersten Karnatischen Krieg mit der Britischen Ostindien-Kompanie. Als die Stadt Madras 1746 vor den Franzosen kapitulierte, widersetzte sich Dupleix der Rückgabe der Stadt an die Briten. Damit verletzte er ein Abkommen, das von La Bourdonnais geschlossen worden war. Er entsandte eine Expedition gegen Fort St. David (1746), die jedoch auf dem Marsch vom Nabob von Arcot, einem Verbündeten der Briten, besiegt wurde. Nachdem es ihm gelungen war, den Nabob auf seine Seite zu bringen, versuchte er erneut eine Einnahme des Forts, jedoch abermals ohne Erfolg. Ein nächtlicher Angriff auf Cuddalore wurde unter großen Verlusten auf Seiten der Franzosen zurückgeschlagen.
1748 wurde Pondicherry von den Briten belagert, aber im Verlauf dieser Unternehmung wurde die Nachricht vom Friedensschluss gebracht, der zwischen den Franzosen und Briten in Aachen geschlossen worden war. Dies beendete den Österreichischen Erbfolgekrieg (1740–1748), bei dem Franzosen und Briten in gegnerischen Bündnissen gekämpft hatten. Als Nächstes trat Dupleix in Verhandlungen ein, die als Ziel die Unterwerfung von Südindien hatten, und er schickte zwei große Truppenkontingente als Hilfe zu zwei Thronanwärtern, die die Souveränität von Dekkan und dem Karnatak verlangten. Die Briten unterstützten die andere Seite.
Die Konflikte zwischen den Franzosen und den Briten in Indien gingen bis 1754 weiter. Dann entsandte die französische Regierung, die Frieden wollte, einen Sondergesandten nach Indien mit dem Befehl, Dupleix abzusetzen und, falls erforderlich, auch zu verhaften. Diese Befehle wurden ausgeführt. Was von Dupleix’ diplomatischen Bemühungen verblieben war, war auf einen Schlag ruiniert, und er selbst sah sich gezwungen, am 12. Oktober 1754 nach Frankreich zurückzukehren. Er hatte sein privates Vermögen im Dienste seiner öffentlichen Aufgaben verbraucht. Die Kompanie lehnte die Anerkennung seiner Ansprüche ab, und auch die Regierung weigerte sich, einem Mann beizuspringen, den sie weiterhin als einen ehrgeizigen und habgierigen Abenteurer ansah. Einer der bedeutendsten französischen Kolonialgouverneure starb in Vergessenheit und Not am 10. November 1763.

## Posthume Ehrungen

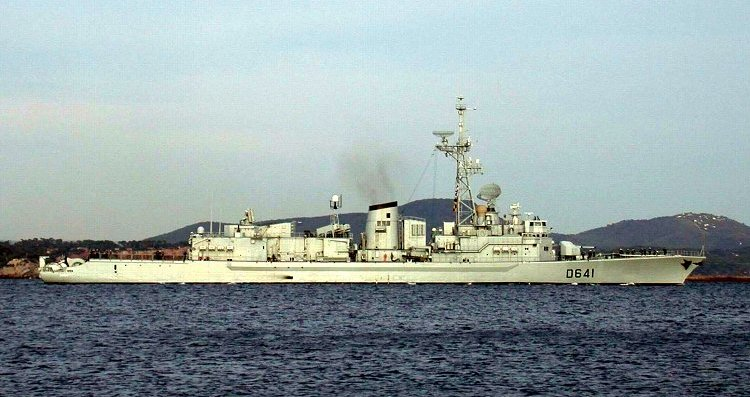
Die Dupleix der Georges-Leygues-Klasse, 2004

Die Place Dupleix und die nahe Métrostation Dupleix wurden nach ihm benannt.
Die französische Marine benannte bisher insgesamt vier ihrer Schiffe nach ihm:
- die Korvette Dupleix (Schiff, 1862), die bis 1887 diente und in der japanischen Revolution eine Rolle spielte
- den Panzerkreuzer Dupleix (Schiff, 1900), Typschiff seiner Klasse, der 1919 außer Dienst gestellt wurde
- den Schweren Kreuzer Dupleix (Schiff, 1932), der 1942 von seiner Besatzung in Toulon selbstversenkt wurde
- die Fregatte Dupleix der Georges-Leygues-Klasse.